# Lucius Sergius Fidenas (Konsulartribun 397 v. Chr.)
Lucius Sergius Fidenas war ein römischer Politiker zu Anfang des 4. Jahrhunderts v. Chr., er gehörte der gens Sergia an und war Konsulartribun im Jahre 397 v. Chr.
Gemäß Filiation in den Fasti Capitolini war er der Sohn des Manius Sergius Fidenas, der in den Jahren 404 und 402 v. Chr. Konsulartribun gewesen war.
Nach der Überlieferung führten die Konsulartribunen dieses Jahres Kriege gegen die Volsker, Aequer, Vejenter, Falisker sowie Capenaten und mussten sich eines Einfalls von Seiten der Stadt Tarquinii erwehren.
Noch vor dem Ende der Amtszeit musste Titus Livius zufolge das gesamte Konsulartribunenkollegium zurücktreten, da Fehler bei der Wahl der Tribunen aufgetreten seien. Dieser Rücktritt ist in den Fasti Capitolini nicht erwähnt.
Im Jahre 394 v. Chr. war Lucius Sergius Fidenas neben Lucius Valerius Potitus und Aulus Manlius Vulso Capitolinus Gesandter Roms zur Überbringung der Opfergaben anlässlich des Sieges über Veji zum Heiligtum des Apollon in Delphi.